# Bromatometria
La bromatometria è una titolazione redox che utilizza come reattivo il bromato.
Questa metodica risulta particolarmente vantaggiosa dal punto di vista della conservazione dei reattivi, difatti sia il bromuro che, soprattutto, il bromato (di sodio o di potassio) si conservano a lungo con il titolo invariato. Inoltre il bromato di potassio è una sostanza madre.

## Bromato come titolante diretto
In [H+] = 1M il potenziale di riduzione standard della coppia BrO3−/Br− è pari a +1,44 V. Le reazioni sono piuttosto lente e si aggiunge un catalizzatore omogeneo (Cu2+ o Mn2+).
La reazione di riduzione è:
BrO3- + 6H+ + 6e- → Br- + 3H2O
Dopo il punto equivalente il bromato ossida il bromuro a Br2, però può avvenire anche prima. Per ovviare a questo inconveniente viene aggiunto Hg2+ che complessa il bromuro. Comunque questa reazione non è sufficiente ad individuare accuratamente il punto equivalente e occorre usare un indicatore.
Si può utilizzare il metilarancio che viene decomposto dal bromato, il giallo chinolina che cambia colore a seconda del potenziale redox, il rosso metile che si decolora per addizione di bromo o varie tecniche elettroanalitiche.

## Generazionein situdi bromo
La procedura consiste nell'aggiungere alla soluzione da analizzare acidificata un eccesso di bromuro e sgocciolare dalla buretta la soluzione standardizzata di bromato, la prima reazione che avviene è la formazione di bromo nascente che andrà a reagire con l'analita.
BrO3- + 5Br- + 6H+ → 3Br2 + 3H2O
Nel caso di una titolazione di Fe ferroso:
2Fe2+ + Br2 → 2Fe3+ + 2Br-
Analogamente si titola As(III), Sb(III) e Sn(II).

## Analiti
La bromatometria viene utilizzata per determinare inorganici riducenti e tutta una serie di sostanze organiche che reagiscono in vario modo con il bromo.
Oltre all'ossidazione vengono sfruttate l'addizione di alogeno al doppio legame e la bromurazione di sostanze aromatiche; le sostanze solitamente titolate sono i composti insaturi, l'anilina, i fenoli e l'acido ascorbico.
Nel caso le reazioni fossero non sufficientemente veloci si può trattare il campione con una quantità nota di bromato e titolare il rimanente bromo per iodometria.